# 笑わせたもん勝ちトーナメント KYO-ICHI
笑わせたもん勝ちトーナメント KYO-ICHI（わらわせたもんがちとーなめんと きょういち）は、2016年にフジテレビ系列で2回放送されたバラエティ番組である。

## 概要
漫才、コント、ピン芸、音ネタなどの全てのジャンルの芸人が集う「お笑い1DAYトーナメント」を開催し、視聴者による投票で今日1番面白い芸人、つまり「KYO-ICHI」を決定するお笑いコンテスト。

## ルール
1回の放送につき12組の芸人が出演。4組ずつAからCの3ブロックに分かれて対戦する。
持ち時間は1人4分。披露するネタは漫才・コント・ピン芸・音ネタなど不問。
1ブロック4組の芸人のネタ披露後、視聴者のデータ放送及びスマートフォンの公式サイトから「一番面白かった芸人」に投票。その得票率を「ワラパー」と称し、一番多くワラパーを獲得した芸人が決勝進出となる。なお、万が一投票のシステムトラブルが発生した場合、小木が代表して、面白かった1組の札を上げて勝者を決定する。R-1ぐらんぷりやTHE MANZAIなど、視聴者投票を実施したお笑いコンテストはあるが、視聴者投票のみで結果を決めるお笑いコンテストは唯一である。
決勝では同様にネタを行い（登場順はAブロック勝者から順）、同様にワラパーを算出し優勝を決める。
優勝者には優勝旗と、実質的な副賞として『ENGEIグランドスラム』への出演権が贈呈される。優勝旗の「フジテレビ」ロゴは亀倉雄策による初代ロゴ（1986年3月まで使用）が使われている。

## 出演者
MC
- おぎやはぎ（小木博明・矢作兼）
- 松岡茉優

オープニングアクト・ナレーション
- 綾小路翔（氣志團）

なお、番組テーマ曲として『One Night Carnival』、出囃子として『喧嘩上等』が使われている。

## 放送内容

### 第1回
2016年7月24日放送。『FNS27時間テレビ30』の1コーナーとして昼夜2枠に分割して放送した。
- スペシャルゲスト：氣志團（綾小路翔・早乙女光・西園寺瞳・星グランマニエ・白鳥松竹梅）
- 出演：しずる（村上純・池田一真）、我が家（坪倉由幸・杉山裕之・谷田部俊）、ラバーガール（飛永翼・大水洋介）、どぶろっく（森慎太郎・江口直人）、チョコレートプラネット（長田庄平・松尾駿）、ニューヨーク（嶋佐和也・屋敷裕政）、ゆりやんレトリィバァ、ジャイアントジャイアン（かーしゃ・コマタツ）、ミキ（昴生・亜生）、バンビーノ（石山大輔・藤田裕樹）、馬鹿よ貴方は（新道竜巳・平井“ファラオ”光）、サンシャイン池崎

- ファイナル進出：バンビーノ・どぶろっく・ミキ
- 優勝：ミキ（同年9月17日放送「ENGEIグランドスラム」、同年12月10日放送『Cygames THE MANZAI 2016 プレマスターズ大会』及び同年12月18日放送『Cygames THE MANZAI 2016』、2017年1月1日放送「初詣!爆笑ヒットパレード2017」に出演）

### 第2回
2016年11月11日 21:30 - 23:22に『金曜プレミアム』枠で放送。
- 出演：ZAZY、さらば青春の光、ジャルジャル、笑撃戦隊、ダイアン、タイムマシーン3号、とろサーモン、錦鯉、ニッチェ、横澤夏子、ライス、レイザーラモン

- ファイナル進出：タイムマシーン3号、笑撃戦隊、レイザーラモン
- 優勝：タイムマシーン3号（同年12月10日放送『Cygames THE MANZAI 2016 プレマスターズ大会』及び同年12月18日放送『Cygames THE MANZAI 2016』、2017年1月1日放送「初詣!爆笑ヒットパレード2017」、同年2月25日放送「ENGEIグランドスラム」に出演）

## 主要スタッフ
第2回
- 音楽：氣志團
- 構成：大平尚志、酒井義文、長谷川優、藤井直樹／小笠原英樹
- TP：長田崇
- 美術プロデューサー：棈木陽次
- アシスタントプロデューサー：小澤慧里子
- ディレクター：筧大輝、新井孝輔、安部聖之、飛田竜平
- 演出：原武範
- プロデューサー：朝妻一、五十嵐剛
- チーフプロデューサー：中嶋優一
- 演出・チーフプロデューサー：藪木健太郎
- 制作：フジテレビ第二制作センター
- 制作著作：フジテレビ